# Rarog Patera
La Rarog Patera è una struttura geologica della superficie di Io.